# Бракватер
Бракватер — община в регионе Кхомас в Намибии, принадлежит к округу Виндхук-Лэнд. Бракватер располагается около каньона Кляйн-Виндхук-Ривьер, на западе горного массива Эрос, и примерно в 10 км на севере от Виндхука. Соединён с другими поселениями автострадой Натиональштрассе B1. Бракватер был основан как городская община, аналогично поселению Бело-Блато в Сербии.